# Joan Rigol
Joan Rigol i Roig, né le 4 avril 1943 à Torrelles de Llobregat et mort à Barcelone le 7 mai 2024, est un docteur en théologie et homme politique espagnol, membre de l'Union démocratique de Catalogne puis des Démocrates de Catalogne. Il est plusieurs fois conseiller de la Généralité de Catalogne et président du Parlement de Catalogne entre 1999 et 2003.

## Honneurs
- Médaille d'honneur de l'Assemblée nationale, 2002[2]